# Otto Hasse
Otto Hasse (Schlawe, 21. lipnja 1871. -  Berlin, 28. rujna 1942.) je bio njemački general i vojni zapovjednik. Tijekom Prvog svjetskog rata bio je načelnik stožera V. pričuvnog i X. pričunvog korpusa, te 9. i 2. armije na Zapadnom bojištu. Nakon rata obnašao je dužnost načelnika stožera Truppenamta.

## Vojna karijera
Otto Hasse rođen je 21. lipnja 1871. u Schlaweu u Pomeraniji. U prusku vojsku stupio je u rujnu 1890. služeći u 46. pješačkoj pukovniji. U srpnju 1900. dostigao je čin poručnika, dok je u ožujku 1905. unaprijeđen u čin satnika. U rujnu 1909. promaknut je u čin bojnika, a te iste godine postaje i načelnikom stožera Glavnog inspektorata za vojni transport.

## Prvi svjetski rat
Na početku Prvog svjetskog rata Hasse služi u V. pričuvnom korpusu kojim na Zapadnom bojištu zapovijeda Erich von Gündell. U studenom 1915. postaje načelnikom stožera V. pričuvnog korpusa, te s istim sudjeluje u Verdunskoj bitci, te u Bitci na Sommi. U kolovozu 1916. promaknut je u čin potpukovnika, da bi veljači 1917. bio imenovan načelnikom stožera X. pričuvnog korpusa koji je bio pod zapovjedništvom Magnusa von Eberhardta. Tijekom službe u X. pričuvnom korpusu 23. prosinca 1917. odlikovan je ordenom Pour le Mérite.
Početkom kolovoza 1918. Hasse je imenovan načelnikom stožera 9. armije kojom je zapovijedao Adolph von Carlowitz. Na navedenoj dužnosti međutim, nalazi se manje od mjesec dana jer je tog istog mjeseca imenovan načelnikom stožera 1. armije na kojoj dužnosti se nalazi sve do kraja rata.

## Poslije rata
Nakon završetka rata Hasse je premješten na službu u ministarstvo obrane. U travnju 1922. imenovan je načelnikom Truppenamta zamijenivši na tom mjestu Wilhelma Heyea. U veljači 1923. promaknut je u čin general bojnika, a te iste godine je upućen u Moskvu radi provedbe vojnog dijela Rapallskog ugovora.
U veljači 1926. Hasse je unaprijeđen u čin general poručnika, te imenovan zapovjednikom 3. divizije Reichswehra sa sjedištem u Berlinu. Istodobno s navedenom dužnosti obnaša i dužnost zapovjednika III. vojnog područja. Na navedenim dužnostima nalazi se iduće tri godine, kada je najprije veljači 1919. promaknut u čin generala pješaštva, da bi u travnju postao zapovjednikom Armijske grupe 1 (Gruppenkommando 1) također sa sjedištem u Berlinu na kojem mjestu je zamijenio Ericha von Tschischwitza. Na navedenoj dužnosti nalazi se sve do umirovljenja 30. rujna 1932. godine.
Otto Hasse preminuo je 28. rujna 1942. u 72. godini života u Berlinu.

## Vanjske poveznice
(eng.) Otto Hasse na stranici Prussianmachine.com

(njem.) Otto Hasse na stranici Lexikon der Wehrmacht.de